# کیهان‌گرایی

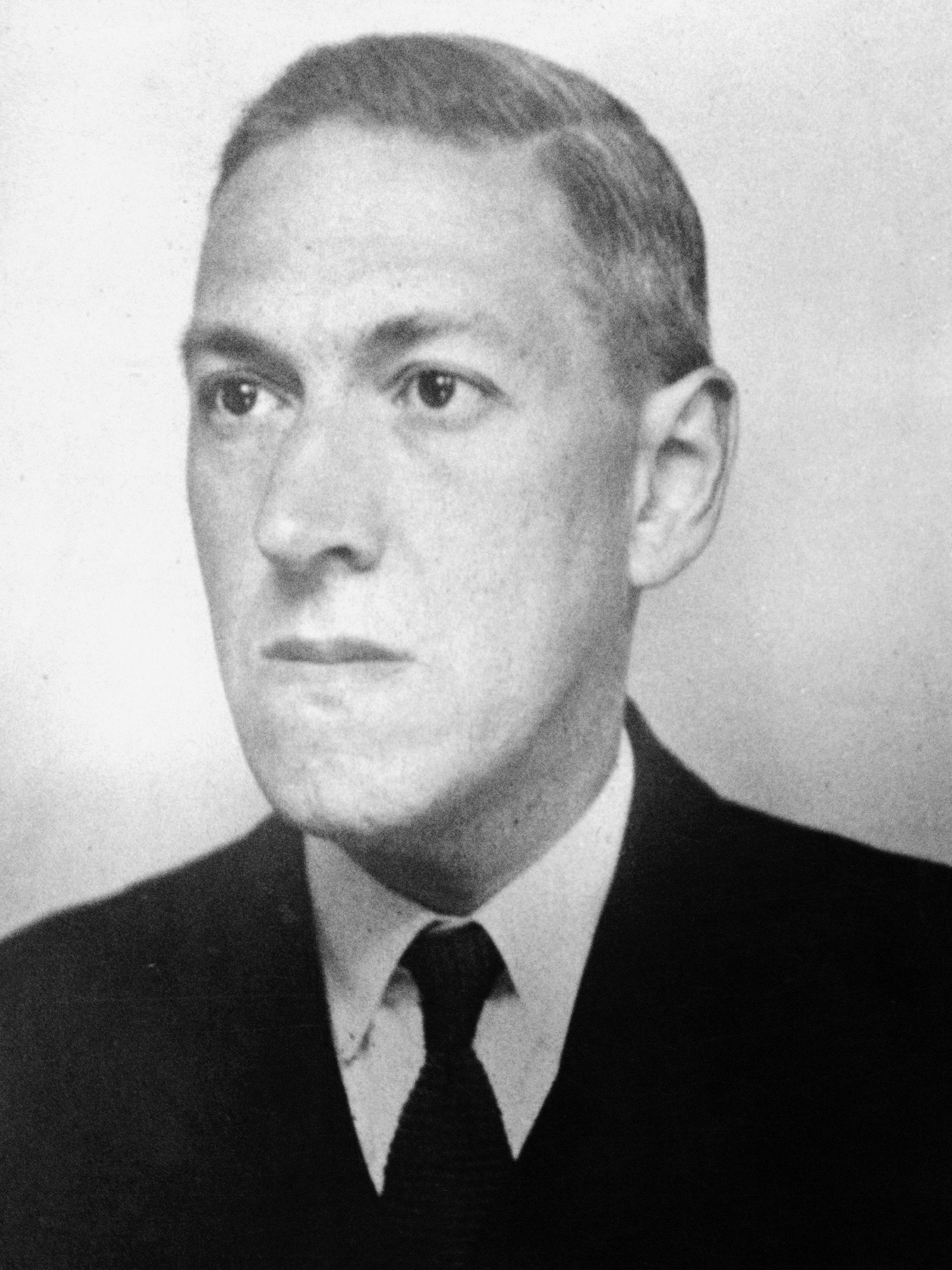
HP Lovecraft، نویسنده و پدیدآورندۀ کیهان‌گرایی

کیهان‌گرایی (به انگلیسی: Cosmicism) فلسفه ادبی است که توسط نویسنده آمریکایی اچ‌پی لاوکرافت در داستان‌های علمی-تخلیش گسترش یافت و به کار رفت. لاوکرافت نویسنده داستان‌های ترسناک فلسفی بود که شامل پدیده‌های پنهانی مانند تصاحب اختری و بیگانه‌سازی می‌شد، و مضامین داستانی او در طول زمان به توسعه این فلسفه کمک کرد.
فلسفه کیهان‌گرایی بیان می‌کند که «هیچ حضور الهی قابل تشخیص، مانند خدا، در جهان وجود ندارد، و انسان‌ها به‌ویژه در طرح بزرگ‌تر وجود بین کهکشانی بی‌اهمیت هستند». برجسته‌ترین موضوع ترس بشر از بی‌اهمیت بودن آنها در رویارویی با یک جهان غیرقابل درک است: یک ترس از خلأ کیهانی.